# Megastigmus pallidiocellus
Megastigmus pallidiocellus är en stekelart som beskrevs av Girault 1929. Megastigmus pallidiocellus ingår i släktet Megastigmus och familjen gallglanssteklar. Inga underarter finns listade i Catalogue of Life.